# Союзівка
Союзівка — український культурний центр, розміщений недалеко від м. Кергонксон штату Нью-Йорк, поблизу хребта Шовенганк Рідж на південь від гори Катскілл у північній частині штату Нью-Йорк. Союзівка організовує дитячі табори з вивчення культурної спадщини України, семінари, фестивалі, концерти, танцювальні вечори та художні виставки для тих, хто зацікавлений у набуванні знань про Україну та її багату культуру. Союзівка ставить собі за мету сприяти, зберігати й поширювати українську культуру. Вона прагне за допомогою своїх програм прищепити гордість за українську спадщину в американської молоді українського походження. Союзівка прагне продемонструвати українську культуру американській аудиторії.

## Історія
У 1952 році Український народний союз, братська організація, яка була створена у 1894 році, у відповідь на потреби своєї зростаючої української громади, для створення культурного центру для своїх членів, придбав 250 акрів площі (частково лісистої) зі ставом та дев'ятьма будинками, окремим плавальним басейном та тенісним кортом. Усі будинки розміщені в певному віддаленні один від одного. Кожна з цих будівель була названа на честь регіонів України. На території ділянки також протікає гірський потічок.

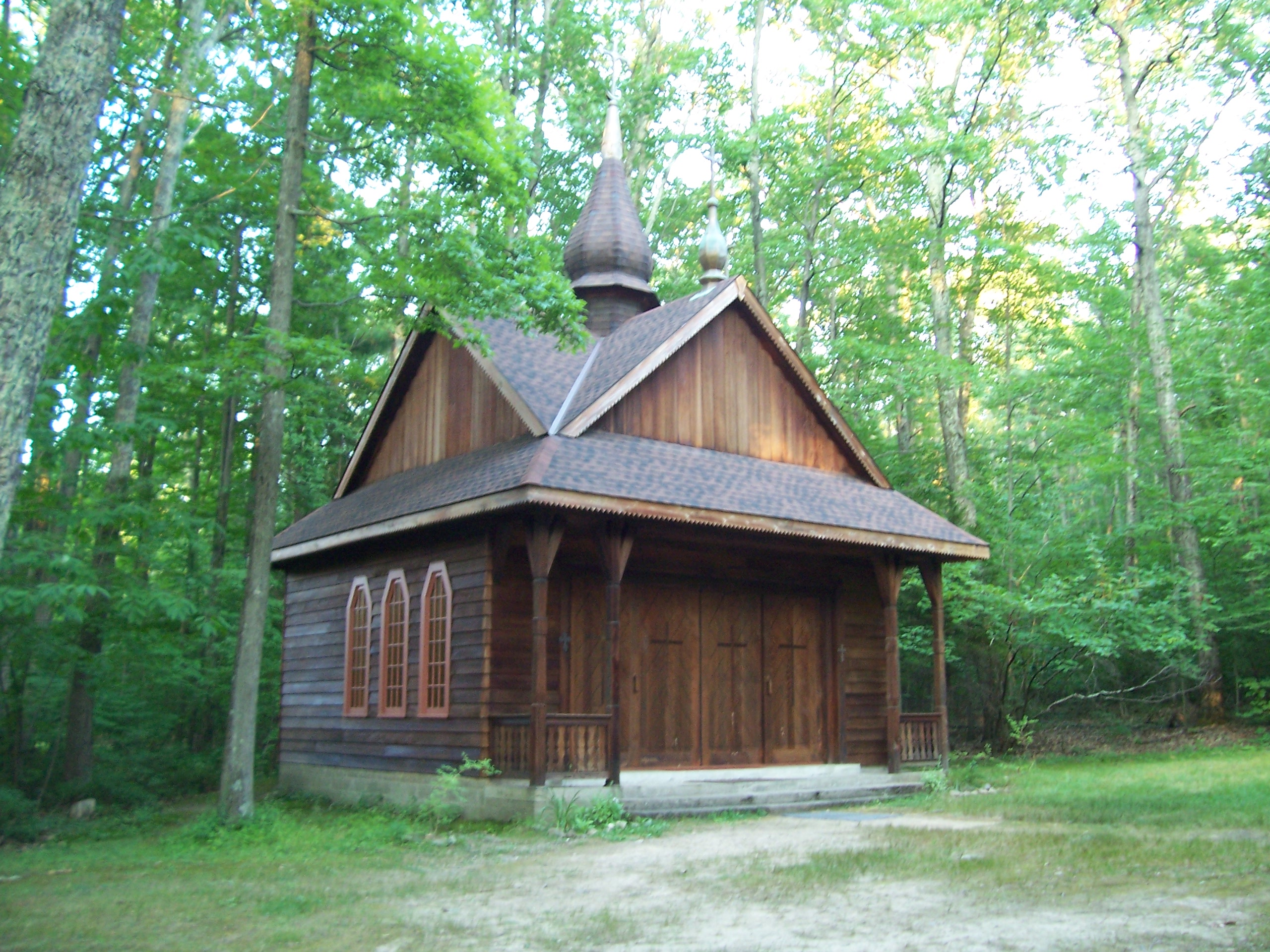
Каплиця в «Союзівці»

Культурний центр «Союзівка» використовується для проведення семінарів, досліджень спадщини, фестивалів, концертів, святкувань з танцями, художніх виставок та дитячих літніх таборів. Ці послуги надаються вже понад 50 років. Будинок відпочинку «Союзівка» працює цілорічно, а влітку українська молодь проводить там канікули у дитячих, спортивних і відпочинкових таборах.
Періодом процвітання культурного комплексу «Союзівка» вважається період під керівництвом Володимира Кваса — великого прихильника мистецтва, який присвятив все своє життя поліпшенню Союзівки, і був особою, відповідальною за запрошення музикантів й танцюристів, проведення концертів та семінарів на курорті протягом літніх місяців і під час канікул.